# Nakenhund
Nakenhund är en beteckning för hundraser som saknar päls på större delen av kroppen. De finns i ett antal varianter runt om i världen. Tre av dessa varianter är erkända av den internationella kennelfederationen Fédération Cynologique Internationale (FCI)), nämligen mexikansk nakenhund (xoloitzcuintle), perro sin pelo del perú (peruansk nakenhund) och chinese crested dog (kinesisk nakenhund). De två förstnämnda räknas som pariahundar (urhundar) och den sistnämnda som sällskapshund. Det inbördes släktskapet är okänt och omdiskuterat, man vet inte om de är släkt eller om samma mutation uppträtt på olika platser vid olika tidpunkter.

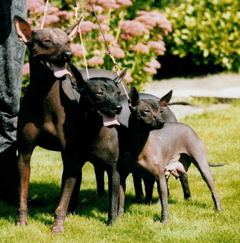
Xoloitzcuintle (mexikansk nakenhund)
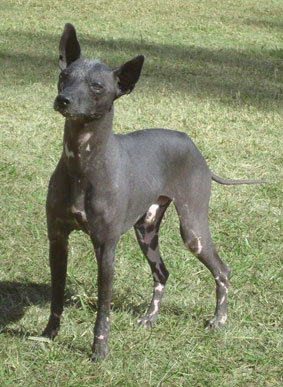
Perro sin pelo del perú
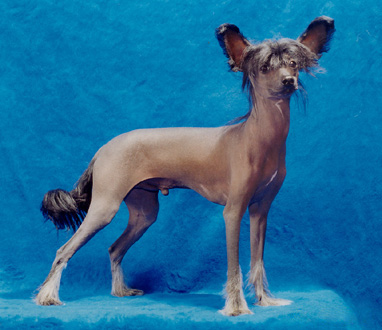
Chinese crested dog
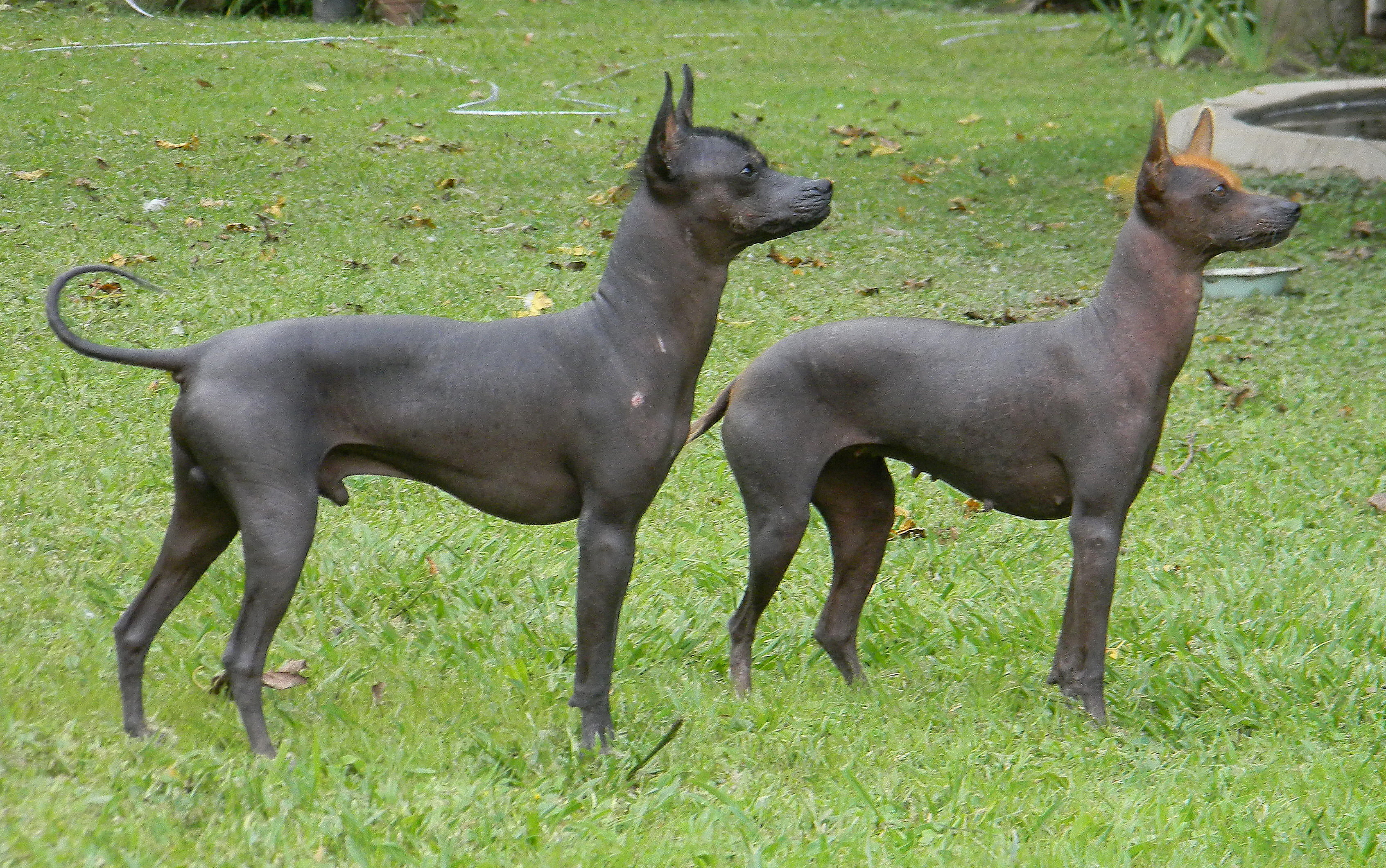
Perro pila argentino
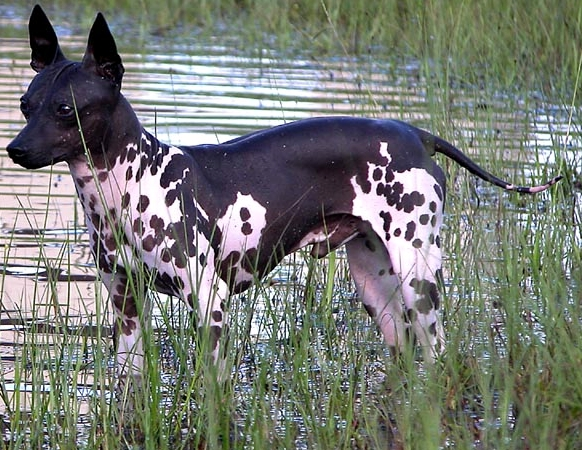
American hairless terrier
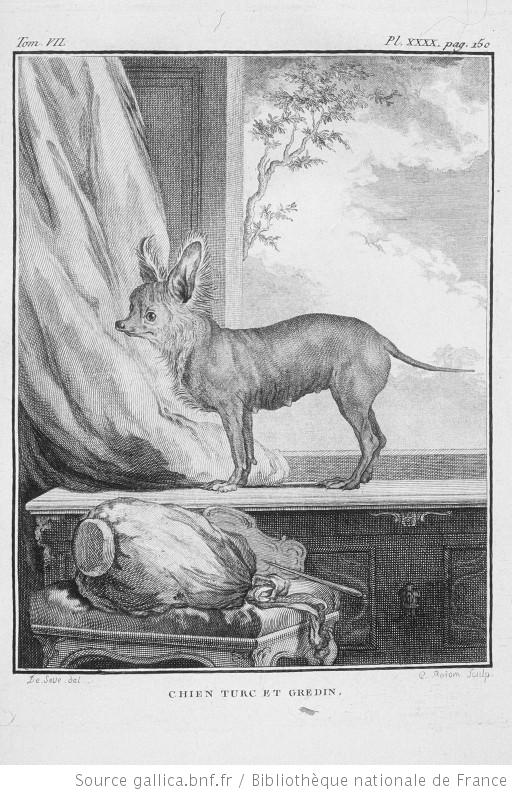
Nakenhund (Chien Turc) från Georges-Louis Leclerc de Buffons (1707-1788) stora naturalhistoria från mitten av 1700-talet. En nakenhund av afrikanskt ursprung som även Carl von Linné beskriver i sin Cynographia eller Beskrifvning om Hunden 1753.
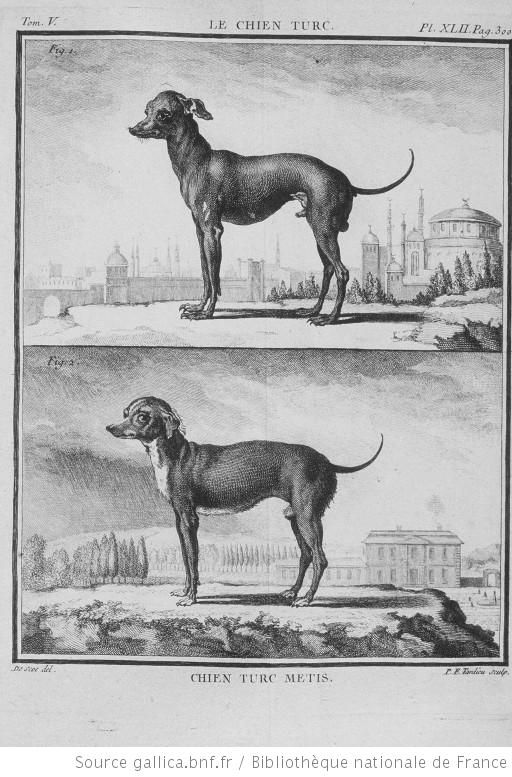
Chien Turc